# Марія Ветровська
Марія Ветровська (чеськ. Marie Větrovská), після одруження — Широка (чеськ. Široká, 26 червня 1912, Прага — 21 травня 1987, Прага) — чехословацька гімнастка, срібна призерка олімпійських ігор.

## Біографічні дані
На Олімпіаді 1936 Марія Ветровська зайняла 2-е місце в командному заліку. В індивідуальному заліку вона зайняла 38-е місце. Також зайняла 27-е місце у вправах на брусах, 43-е — у вправах на колоді, 31-е — в опорному стрибку.